# Braggita
La braggita és un mineral de la classe dels sulfurs. Rep el nom en honor de Sir William Henry Bragg (Wigton, Cumberland, Anglaterra 2 de juliol de 1862 - Londres, 12 de març de 1942), físic, químic, matemàtic de la Universitat d'Adelaida, de la Universitat de Leeds, de la University College Londres i la Royal Institution, i també del seu fill Sir William Lawrence Bragg (Adelaida, Austràlia 31 de març de 1890 - Waldringfield, Ipswich, Anglaterra 1 de juliol de 1971), físic i cristal·lògraf de raigs X a la Universitat de Manchester i la Universitat de Cambridge. Aquest equip pare-fill va rebre el Premi Nobel de Física el 1915 "pels seus serveis en l'anàlisi de l'estructura cristal·lina per mitjà de raigs x".

## Característiques
Químicament la braggita és un sulfur, i la seva fórmula química va ser redefinida l'any 2022 a PdPt₃S₄. Cristal·litza en el sistema tetragonal. La seva duresa a l'escala de Mohs és 5.
Segons la classificació de Nickel-Strunz, la braggita pertany a «02.C - Sulfurs metàl·lics, M:S = 1:1 (i similars), amb Ni, Fe, Co, PGE, etc.» juntament amb els següents minerals: achavalita, breithauptita, freboldita, kotulskita, langisita, niquelina, sederholmita, sobolevskita, stumpflita, sudburyita, jaipurita, zlatogorita, pirrotina, smythita, troilita, cherepanovita, modderita, rutenarsenita, westerveldita, mil·lerita, mäkinenita, mackinawita, hexatestibiopanickelita, vavřínita, cooperita i vysotskita.

## Formació i jaciments
Va ser descoberta a Mokopane, al districte de Waterberg (Província de Limpopo, Sud-àfrica). Tot i no tractar-se d'una espècie gens comuna, ha estat descrita en diferents indrets de tots els continents del planeta.